# Gap (bergspass)
Gap är ett bergspass i Antarktis. Det ligger i Östantarktis. Nya Zeeland gör anspråk på området. Gap ligger 33 meter över havet.
Terrängen runt Gap är platt åt sydost, men åt nordväst är den kuperad. Havet är nära Gap åt sydväst.  Trakten är glest befolkad. Närmaste befolkade plats är McMurdo Station, 1,0 kilometer väster om Gap. 